# آملین ولوسو
آملین ولوسو (انگلیسی: Amelyn Veloso; ۲۵ آوریل ۱۹۷۴ – ۲۴ اوت ۲۰۱۷) روزنامه‌نگار اهل فیلیپین بود. وی بین سال‌های ۱۹۹۷ تا ۲۰۱۷ میلادی فعالیت می‌کرد.
اومجری و گوینده اخبار سی‌ان‌ان فیلیپین بود.